# Fontaine-Chalendray
Fontaine-Chalendray ist eine französische Gemeinde mit 224 Einwohnern (Stand 1. Januar 2022) im Département Charente-Maritime in der Region Nouvelle-Aquitaine. Sie gehört zum Arrondissement Saint-Jean-d’Angély und zum Kanton Matha.

## Bevölkerungsentwicklung
| Jahr      | 1962 | 1968 | 1975 | 1982 | 1990 | 1999 | 2007 | 2017 |
| Einwohner | 406  | 432  | 374  | 336  | 270  | 284  | 246  | 199  |

## Sehenswürdigkeiten

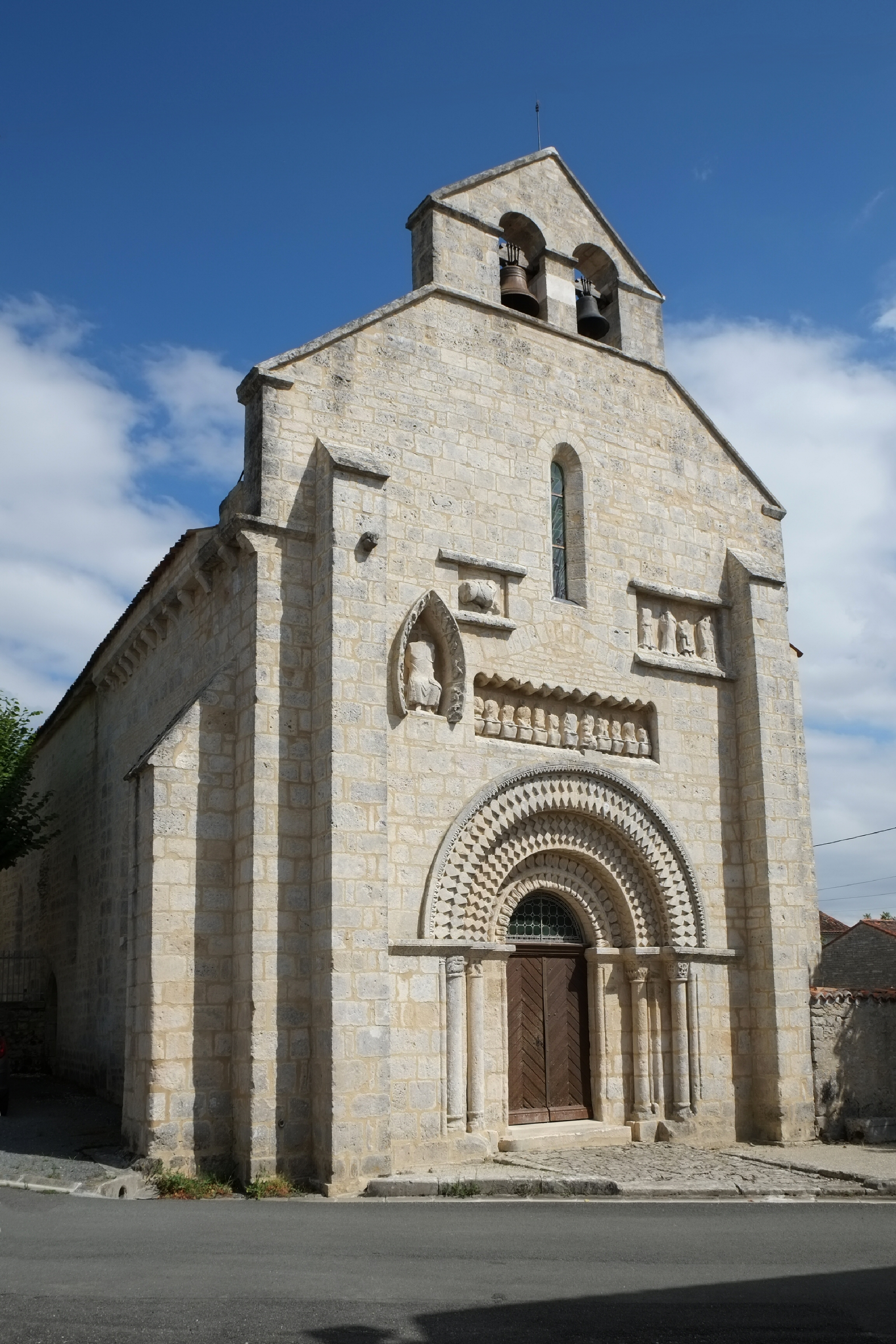
Kirche Notre-Dame de l’Assomption

- Romanische Kirche Notre-Dame de l’Assomption aus dem 12. Jahrhundert, seit 2016 als Monument historique eingeschrieben
(siehe auch: Liste der Monuments historiques in Fontaine-Chalendray)
- Mittelalterliche Motte